# Río Blanquito
Río Blanquito är en ort i Honduras.   Den ligger i departementet Departamento de Cortés, i den nordvästra delen av landet, 200 km norr om huvudstaden Tegucigalpa. Río Blanquito ligger 77 meter över havet och antalet invånare är 2 458.
Terrängen runt Río Blanquito är kuperad åt nordväst, men åt sydost är den platt. Runt Río Blanquito är det ganska tätbefolkat, med 83 invånare per kvadratkilometer. Närmaste större samhälle är Puerto Cortés, 17,5 km norr om Río Blanquito. Omgivningarna runt Río Blanquito är en mosaik av jordbruksmark och naturlig växtlighet.